# Leisuretowne (New Jersey)
Leisuretowne is een plaats (census-designated place) in de Amerikaanse staat New Jersey.

## Demografie
Bij de volkstelling in 2000 werd het aantal inwoners vastgesteld op 2535.

## Geografie
Volgens het United States Census Bureau beslaat de plaats een oppervlakte van
4,8 km², waarvan 4,6 km² land en 0,2 km² water.

## Plaatsen in de nabije omgeving
De onderstaande figuur toont nabijgelegen plaatsen in een straal van 16 km rond Leisuretowne.